# Коста Манојловић
Коста Манојловић (Крњево, 4. децембар 1890 — Београд, 2. новембар 1949) био је српски композитор, етномузиколог, организатор, музички писац, педагог и хорски диригент који се усредсређује готово искључиво на вокално поље, хорско стварање, тако да његово дело значи наставак рада Ст. Мокрањца.
За оснивање Музичке академије у Београду, Манојловић се интензивно залагао и био је њен први ректор од 1937. — 1939, а као професор радио је у њој до 1946.

## Биографија
Коста Манојловић је рођен 4. децембра 1890. године у подунавском селу Крњеву код Велике Плане. Учење музике започео је у Богословији и Српској музичкој школи у Београду.
Наставници су му били Стеван Стојановић Мокрањац, Милоје Милојевић и Стеван Христић.
Кратко време је радио као наставник у Ћуприји (1910—1911) и у Богословији у Београду (1911—1912), када је добио стипендију и краће време провео на студајама у Москви, а затим у Минхену (1912—1914). Студије је два пута прекидао због балканских ратова. На минхенској Музичкој академији ради код Р. Мајера-Гшраја и Фр. Клозеа, а на музиколошком одсеку филозофског факултета код Е. Шмица.
За време Првог светског рата, 1915. са српском војском прелази Албанију. Године 1917, Косту Манојловић упућују на продужење студија у Енглеску. Студије је завршио 1919. на универзитету у Оксфорду.
Када се вратио у Београд, Манојловић развија вишеструку музичку делатност, те 1919. постаје диригент Првог београдског певачког друштва (до 1931), којим је некада управљао Мокрањац. Са овим друштвом је 1925. извео чувену Палестринину Missa Papae Marcelli.
Од 1931. до 1939, Манојловић је диригент и певачког друштва Мокрањац, а уз то и професор Музичке школе (данас школа Мокрањац) и Теолошког факултета.
Коста Манојловић је био секретар Београдске филхармоније од њеног оснивања 1923, па све до 1940. године. Учествовао је у оснивању Јужнословенског певачког савеза (био је његов главни секретар од 1924. до 1932) и Удружења југословенских музичких аутора (УЈМА).
Његово најзначајније дело је стварање Музичке академије у Београду (данас Факултет музичке уметности), за чије се оснивање интензивно залагао и био њен први ректор (1937. — 1939), а као професор радио је у њој до 1946.
Умро је 2. новембра 1949. године у Београду.
| Кратки осврт на стваралачки опус Косте Манојловића Разумљиво је да је уз овако интензивну и многоструку делатност Коста Манојловић није имао превише времена за своју основну вокацију - композиторски рад. Тако да је његово дело остало донекле у сенци његових нешто старијих савременика, главних представника наше музике у првој половини века - Петра Коњовића, Стевана Христића и Милоја Милојевића, који су у српску музику, дотада углавном оријентисану ка хорској и соло песми, увели нове жанрове: оперу, симфонију, ораторијум, балет, камерну и клавирску музику. Манојловић је, пак - баш као и његов велики узор Мокрањац - остао усредсређен на домен мањих вокалних, пре свега хорских облика, па је и то један од разлога што је о његовом композиторском стваралаштву сразмерно мало и ретко писано (најопсежнији прилог томе је зборник радова „У спомен Косте П. Манојловића“, објавио ФМУ 1989) Властимир Перичић, композитор, Београд, 1999. |

## Хорови
| Најважноје место у Манојловићевом опусу заузимају хорови. Међу Манојловићевим композицијама за мешовити, женски или мушки хор најбројније су оне инспирисане народним мелосом, чиме се још једном потврђује да се он директно надовезује на дело Стевана Мокрањца. Међутим, Манојловић не обједињује своје обраде у форму руковети већ у циклусе типа свите или збирке, у којима свака песма представља засебан став, или гради читаву композицију на основу само једне, шире разрађене песме. А обрада може бити и врло слободна. Изворни народни напев се из строфе у строфу варира, понекад скоро до непрепознатљивости. Хармонија се најчешће заснива на старим модусима (као што је Мокрањац каткад чинио, али је Манојловић у томе много доследнији), а неретко са модалном дијатоником на необичан али логичан начин комбинују хроматска решења и додате дисонанце, што сведочи да Манојловић није остао затворен према новијим стилским тенденцијама. Велику улогу играју полифони поступци - вешто спроведене канонске имитације или читава фугата. Властимир Перичић, композитор, Београд, 1999. |

Циклуси за мешовити хор:
- Жалне песме (1919—1920) - обимни циклус. Песме говоре о - тада недавној - прошлости Македоније: о турском ропству и борбама комита.
- Песме земље Скендербегове (1933) - збирка од 6 хорова компонована по албанским народним песмама.
- Наша земља сузом орошена (1941) - обимна збирка од 30 обрада народних, световних и духовних мелодија која је настала за време Другог светског рата.
- Ране без пребола (1944—1945) - садржи и неке песме из НОБ-а.
- Са косовских, шумадијских и вардарских страна - циклус од 5 песама.
- Куда си нам улетио (1935) - овећи мешовити хор, тужбалица за краљем Александаром Карађорђевићем, погинулим од атентатора у Марсеју.

За мушки хор:
- Из шумадијских гора (1912—1914) - циклус од 4 песме које су обузете патриотским одушевљењем из времена балканских ратова.

За женски хор:
- Песме земље Рашке (1933) - циклус од 5 песама.
- Песме из Чучук Стане (1914—1915) - циклус од 8 песама.
- Са вардарских страна

За мешовите хорове:
- Болну ми покри груд
- Нашто страх
- Моравачка
- Румена

| Духовна музика: Знатан део Манојловићеве хорске продукције припада области духовне музике, што је разумљиво с обзиром да је он завршио и богословију и био одличан познавалац српског појања. Властимир Перичић, композитор, Београд, 1999. |

Духовна дела за мушки хор:
- Литургија (1915)

Духовна дела за мешовити хор:
- Опело
- Божићна ноћ (1929)
- Псалм 137 (На рекама вавилонским) - кантата за 2 мешовита хора, соло-баритон и оркестар. То је Манојловићев дипломски рад из Оксфорда (1919, и једино његово дело у којем се послужио оркестром, што казује да се не ради о музици за православну цркву, јер она дозвољава само a cappella певање. Зато, ово дело се само условно може убројати у духовну сферу.

## Соло-песме
Манојловић је написао две збирке соло-песама за глас и клавир које далеко заостају по бројности за његовим хоровима:
1. Песме наших родних страна - написане су за време студија у Енглеској (1917.—1919).
Седам песама су слободне обраде, парафразе народних мелодија, у којима преовиађује елегиона боја (Туга, Чекање), често са оријентално-севдалијским призвуком (Серенада, Младост).
2. Са мојих стаза - 12 песама насталих током целог Манојловићевог стварања (између 1911. и 1942).
Од њих се издвајају ведра Моја драга (стихови Ј. Јовановића Змаја), са распеваном вокалном линијом, прозрачном пратњом, и меланхолична и хармонски богата Тужна песма (стихови су Душана Милачића).
Обе ове песме написане су у Оксфорду 1919.

## Инструментална дела
Поменимо овде Манојловићев скромни инструментални опус:
- Минијатуре за виолину и клавир (Игра удовица, Игра косача и др.)
- Менует и Скерцо за гудачки квинтет су радови из времена студија у Енглеској (1919).

## Манојловићева мелографска и етномузиколошка делатност
Поред композиторског, диригентског, организаторског и педагошког рада, Коста Манојловић се интензивно бавио мелографском и етномузиколошком делатношћу, обухватајући и српску народну духовну музику.
Поменимо неке објављене радове Косте Манојловића: 
- Народне мелодије из Источне Србије
- Музичко дело нашег села
- Музичке карактеристике нашег Југа
- Свадбени обичаји у Галичнику

## Остали радови и делатности Косте Манојловића
- Животу и делу свога учитеља и узора Стевана Стојановића Мокрањца, Коста Манојловић се одужио посветивши му следеће радове:

1. Споменица Ст. Ст. Мокрањцу (Београд, 1923) - први целовити приказ његовог живота и рада
2. Стеван Ст. Мокрањац и његове музичке студије у Минхену

- Манојловић је редиговао издања Мокрањчевих:

1. Руковети и
2. Општег појања

- За штампу је приредио низ дела Јосифа Маринковићa

## Коста Манојловић, сарадник разних листова и енциклопедијских дела
Као музички писац и критичар, Коста Манојловић је био сарадник разних часописа, листова и енциклопедијских издања. Писао је:
- за Звук
- за Св. Цецилију
- за Просветни гласник

- критике за листове као што су:
- Правда
- Југословенски гласник
- Време

- као сарадник у следећим енциклопедијским издањима:
- Народна енциклопедија
- Свезнање

## 
| Закључак Коста Манојловићевом је био до сржи романтичар идеалиста, заљубљен у народно стваралаштво, народни живот, народну прошлост, пун можда наивне али искрене и дубоке вере у народну будућност. Он се целог живота трудио - и у много чему успевао - да на свим пољима своје делатности допринесе развитку националне културе. Можда његов композиторски опус не обележава саме врхунце српске међуратне музике, али свакако заслужује вредновање и ревитализацију. На завршетку својих аутобиографских бележака, писаних последњих година живота, записао је: — Радовало ме је ако су резултати рада били на ползу отачества', како би рекао Доситеј, као што ме радује и данас успех мојих другова и сваког корисног члана друштвене заједнице. Властимир Перичић, композитор, Београд, 1999. |